# Borawli
Borawli (nebo Amarte) je název v současnosti neaktivního menšího stratovulkánu, nacházejícího se na východním břehu jezera Afrera v Etiopii. Stavba sopky je tvořena převážně trachytickými a čedičovými horninami, přičemž trachytické lávy jsou mladší. Absolutně nejmladší jsou obsidiánové dómy na jižní straně vulkánu, které jsou zdrojem oblázků pemzy, nacházejících se v okolí jezera Afrera.